# Harald Neubauer
Harald Neubauer (ur. 3 grudnia 1951 w Hamburgu, zm. 29 grudnia 2021 w Coburgu) – niemiecki polityk i dziennikarz, poseł do Parlamentu Europejskiego III kadencji.

## Życiorys
Kształcił się w zawodzie sprzedawcy w handlu międzynarodowym i hurtowym. Odbył służbę wojskową w Bundeswehrze, dochodząc do najniższego stopnia podoficerskiego. Od 1975 do 1982 kierował czasopismem „Deutschen Anzeiger”, zajmował się dziennikarstwem także jako wolny strzelec, publikując w różnych czasopismach.
W młodym wieku zaangażował się w działalność polityczną. W latach 1969–1972 i 1975–1981 należał do Narodowodemokratycznej Partii Niemiec, od 1973 do 1974 działał w krótko istniejącej Aktion Neue Rechte. W 1973 został przewodniczącym Niemieckiej Unii Ludowej w Hamburgu, rozpoczął też pracę w wydawnictwie prowadzonym przez Gerharda Freya, lidera i sponsora partii. Po powrocie do NPD został wiceprzewodniczącym struktur w Górnej Bawarii. W 1983 przyłączył się do nowo powstałego ugrupowania Republikanie, w następnym roku został referentem prasowym jego lidera Franza Handlosa. Podczas sporów między frakcjami opowiedział się jednak po stronie Franza Schönhubera. W 1985 objął funkcję sekretarza generalnego Republikanów, a w 1988 – rzecznika prasowego i przewodniczącego struktur w Bawarii.
W 1989 został wybrany do Parlamentu Europejskiego III kadencji. Przystąpił do Grupy Technicznej Prawicy Europejskiej, od maja 1991 do czerwca 1992 zasiadał w jej prezydium. W styczniu 1994 wystąpił z niej, zostając deputowanym niezrzeszonym. Należał m.in. do Komisji ds. Stosunków Gospodarczych z Zagranicą, Komisji ds. Środowiska Naturalnego, Zdrowia Publicznego i Ochrony Konsumentów oraz Delegacji do Wspólnej Komisji Parlamentarnej UE-Malta. Mandat wykonywał do końca kadencji w 1994.
Na początku lat 90. został usunięty z Republikanów na skutek konfliktu z mniej radykalnym liderem ugrupowania. W styczniu 1991 dołączył do nowej formacji Deutsche Liga für Volk und Heimat, należał do jej trzyosobowego kierownictwa. Publikował w miesięczniku „Nation und Europa” i tygodniku „Zuerst!”. Był rzecznikiem prasowym prawicowej organizacji założonej przez Alfreda Mechtersheimera, udzielał się też jako autor referatów na różnych spotkaniach. W 2005 kandydował do Bundestagu z drugiego miejsca listy NPD w Saksonii (z rekomendacji Niemieckiej Unii Ludowej jako bezpartyjny).